# Hranidbeni lanac
Pojmom hranidbenog lanca naziva se u ekologiji i ekotoksikologiji linearni prijenos hranom preuzete energije od jedne populacije organizama na sljedeću, odnosno, kad se jedna populacija hrani onom koja joj u tom lancu prethodi.

## Koncept hranidbenog lanca i kruženja tvari
Koncept hranidbenog lanca je iz više kutova gledanja pojednostavljen, linearni pristup tokovima energije i tvari u ekosustavu. Pojam je zastupao prije svega britanski zoolog i ekolog Charles Elton tijekom prve polovine 20. stoljeća. Na tome se temelji koncept Eltonove piramide biomase sastavljene od različitih hranjivih tvari i živih organizama karakterističnih za određeni ekosustav.
Vrste u određenom ekosustavu mogu se razvrstati na različite razine prehrambenog lanca. Pojednostavljena i uglavnom samo u idealnom slučaju točna podjela prehrambenog lanca je na primarne producente (vidi i autotrofija) (zelene biljke ili kemosintetičke bakterije), konzumente i destruente. Vrlo pojednostavljen primjer linearnog hranidbenog lanca je lanac trava - zebra - lav, ili u moru male alge - kril - usati kitovi.
Destruenti (gljive, bakterije ali i crvi, člankonošci i drugi koji sudjeluju u mehaničkoj razgradnji) hrane se razgradnjom svih sudionika u lancu i pri tome vraćaju tvari iz lanca, tako da se krug zatvara.

## Stvarni prehrambeni lanac i prehrambene mreže
Pojam prehrambenog lanca za gotovo sve ekosustave predstavlja jako pojednostavljenu apstrakciju, tako da je bliži stvarnosti pojam prehrambena mreža kako bi se bar djelomično izrazila sva kompleksnost različitih načina hranidbe.
Vrste koje se hrane kako biljnom tako i životinjskom hranom (na primjer galebi, svinje ili čimpanze) ili takve koje se hrane kako živim životinjama ali dijelom i lešinama (na primjer hijene i lavovi) nije moguće pregledno uključiti niti u šemu prehrambenog lanca niti prehrambene mreže, zbog čega je "stvarna prehrambena mreža" u prirodi vrlo kompleksna i nepregledna tvorba. Pored toga, mnoge vrste tijekom života već prema razvojnom stadiju (mnogi kukci) ili prema godišnjem dobu (mnoge ptice) mijenjaju sastav svoje prehrane.

## Značenje u ekotoksikologiji
Zanimanje javnosti za pojam i značenje hranidbenog lanca probuđeno je povezano s izviješćima o gomilanju štetnih tvari cijelom njegovom dužinom. Pod određenim uvjetima, u cijelom lancu mogu se nakupiti prije svega sporo razgradive štetne tvari (na primjer, ioni teških metala) topive u mastima. 